# Pech de Bugarach
Le pech de Bugarach ou pic de Bugarach (en occitan : Puèg de Bugarag) est un pic des Pyrénées françaises situé dans le département de l'Aude, en région Occitanie.
C'est le point culminant du massif des Corbières avec 1 230 mètres d'altitude. De son sommet, le panorama s'étend des Pyrénées à la montagne Noire et de la Méditerranée à la haute vallée de l'Aude.
Le site du « puech de Bugarach et de la crête nord du synclinal du Fenouillèdes » a été classé en 2017.

## Toponymie
Selon certaines sources, son nom pourrait provenir de Bulgare (« bougres ou boulgres »), nom donné au Moyen Âge aux ancêtres des Cathares,,. Selon le Dictionnaire étymologique des noms de lieux en France, il vient du « nom d'homme germain Burghar » avec le suffixe -aticum.
Le nom commun pech est, dans le département de l'Aude, une variante de l'occitan puèg (prononcer puech), qui dérive du latin podium et désigne un endroit élevé, un mont, une montagne (cf. aussi pouey dans les régions gasconnes, puy en Auvergne ou puig en Catalogne).

## Géographie

Carte topographique du Bugarach.

### Topographie
Le pic est isolé, c'est-à-dire entouré de vallées et non rattaché directement à d'autres montagnes pour former une chaîne (sauf par un petit col au sud). Sa partie occidentale est située sur le territoire de la commune de Bugarach, sa partie orientale sur celle de Camps-sur-l'Agly.
Le dénivelé est de 750 m entre le sommet (1 230 m) et le village de Bugarach (480 m) pour une distance à vol d'oiseau de 2 km.
L'Agly prend sa source sur les pentes du Pech.

### Géologie
Ce relief est dû à une nappe de charriage causée par la compression et la formation des Pyrénées. Certains qualifient cette structure de « curiosité géologique », car cette nappe de charriage est composée d'un pli couché. Dans ce pli, les couches supérieures sont plus anciennes que les couches inférieures, ce qui lui a valu le nom de « montagne inversée ».

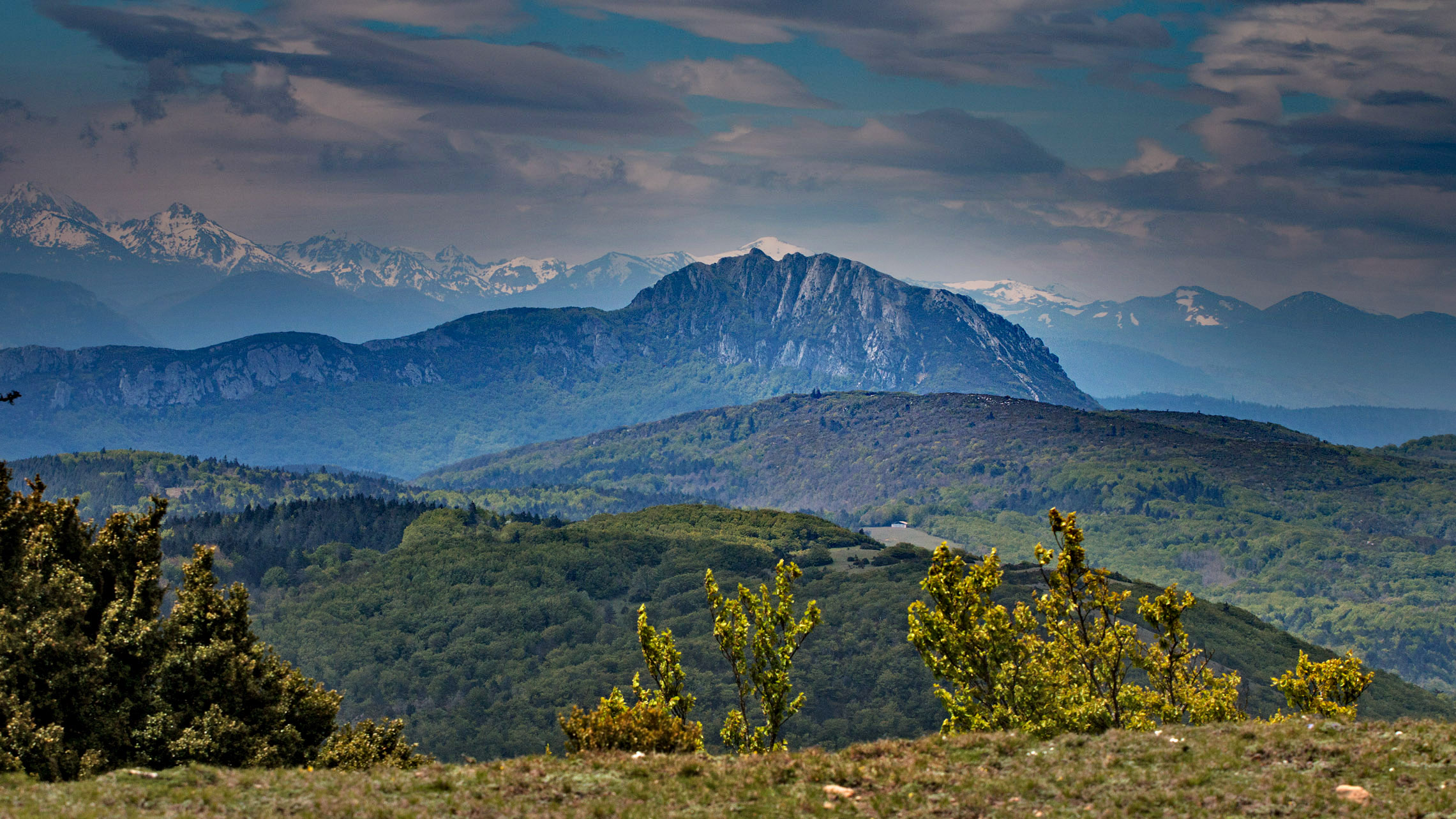
Vue du Milobre de Massac.
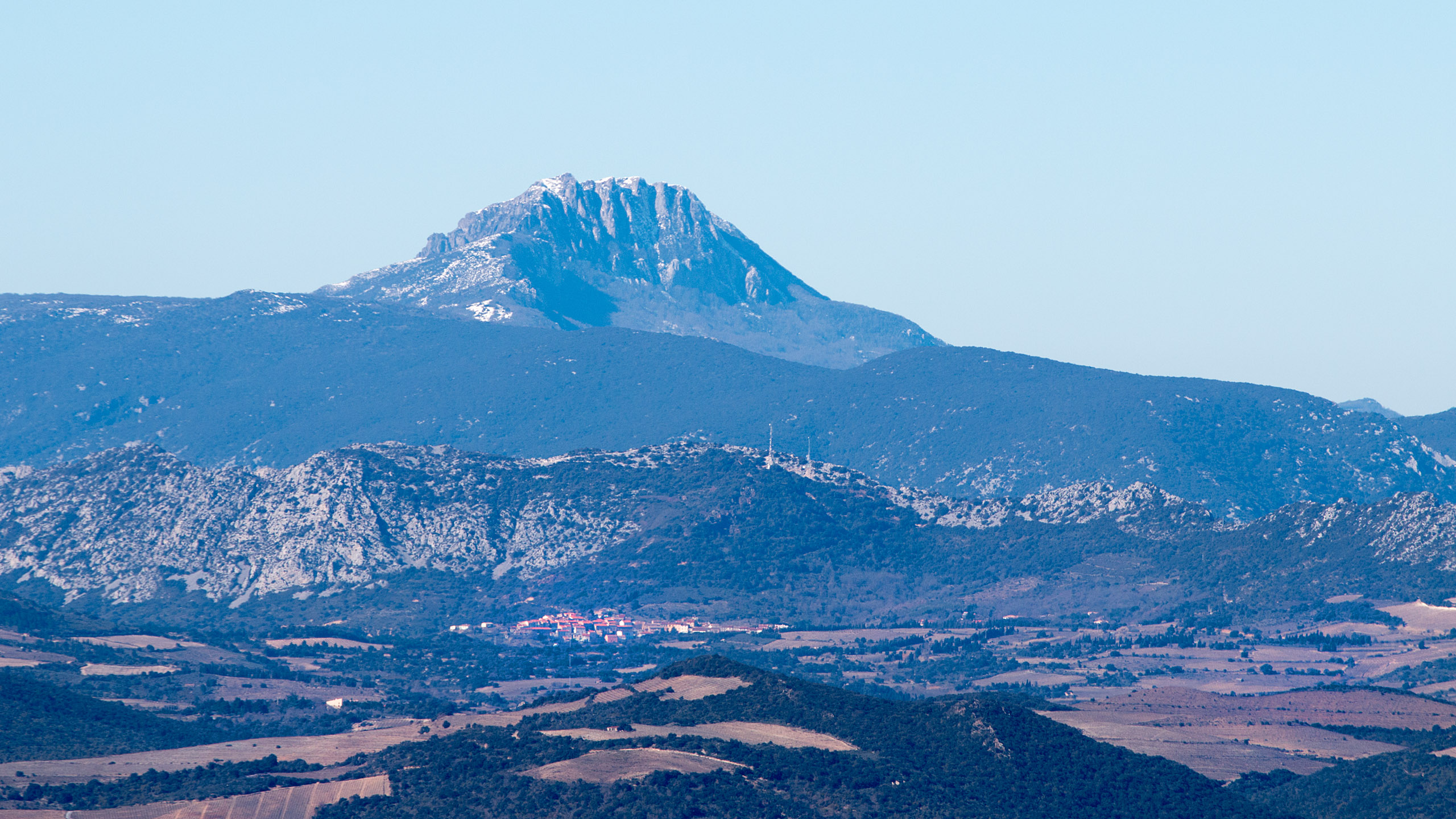
Vue prise de Força Réal, village de Lesquerde.
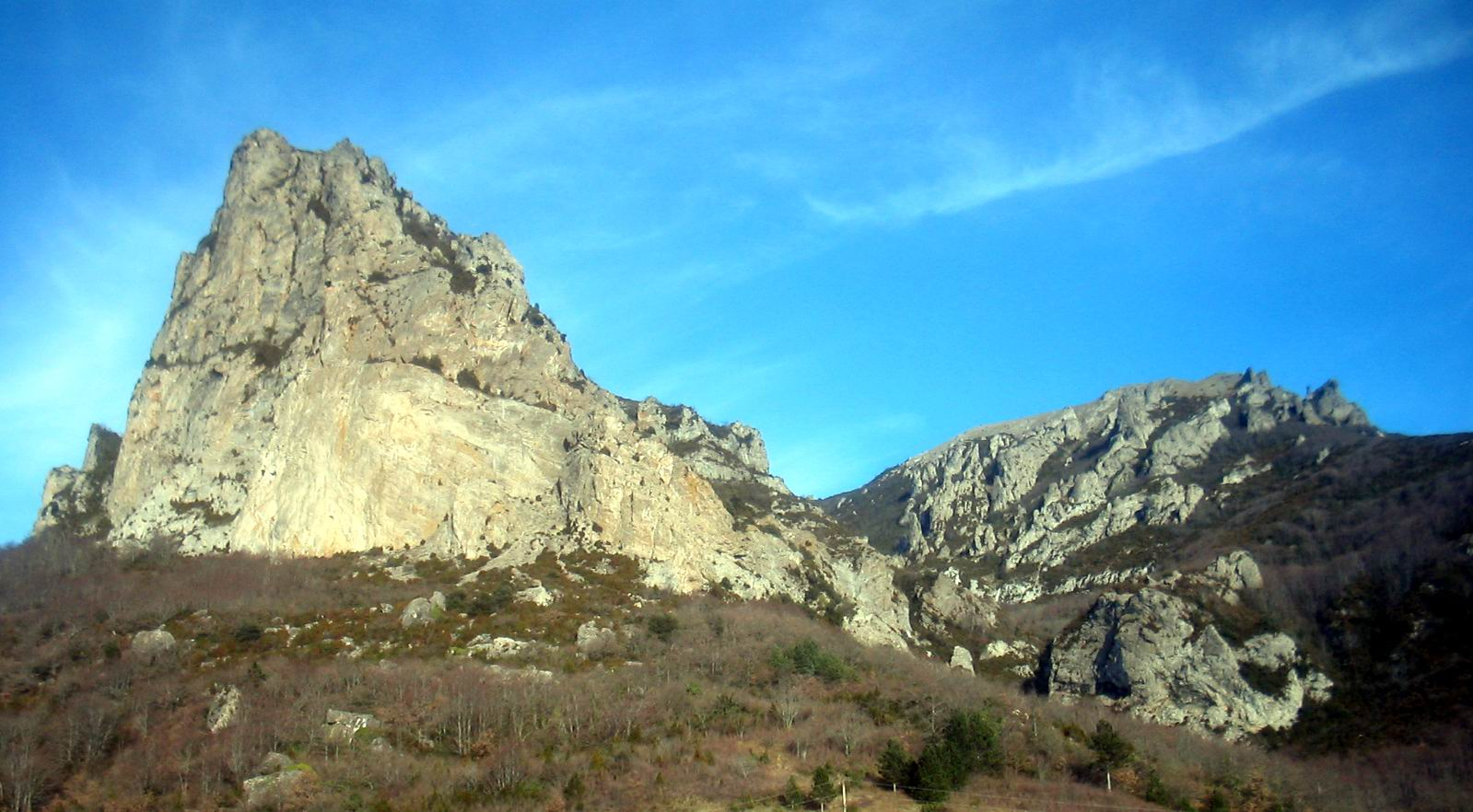
Versant Sud.
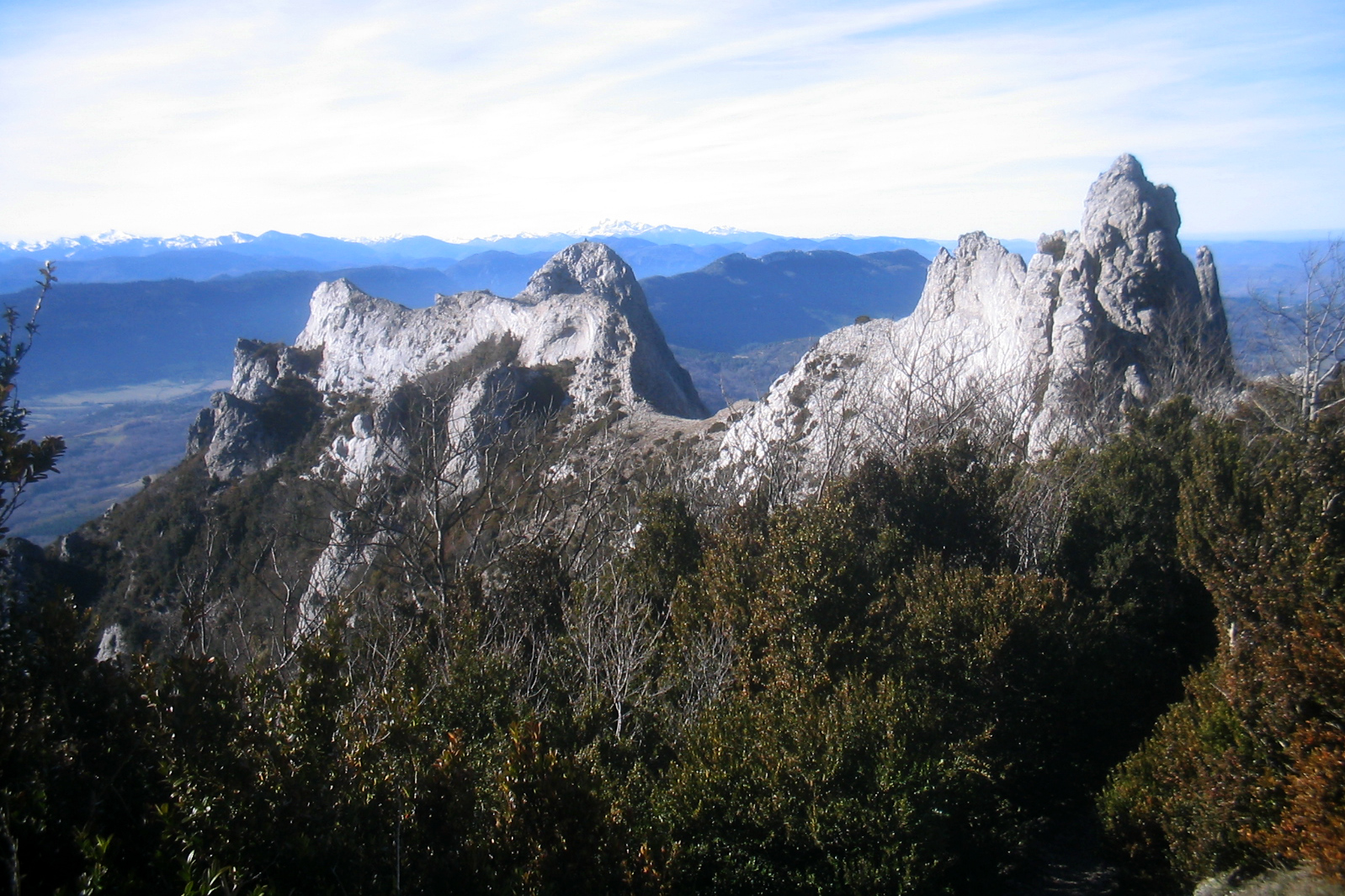
Crête versant Sud.
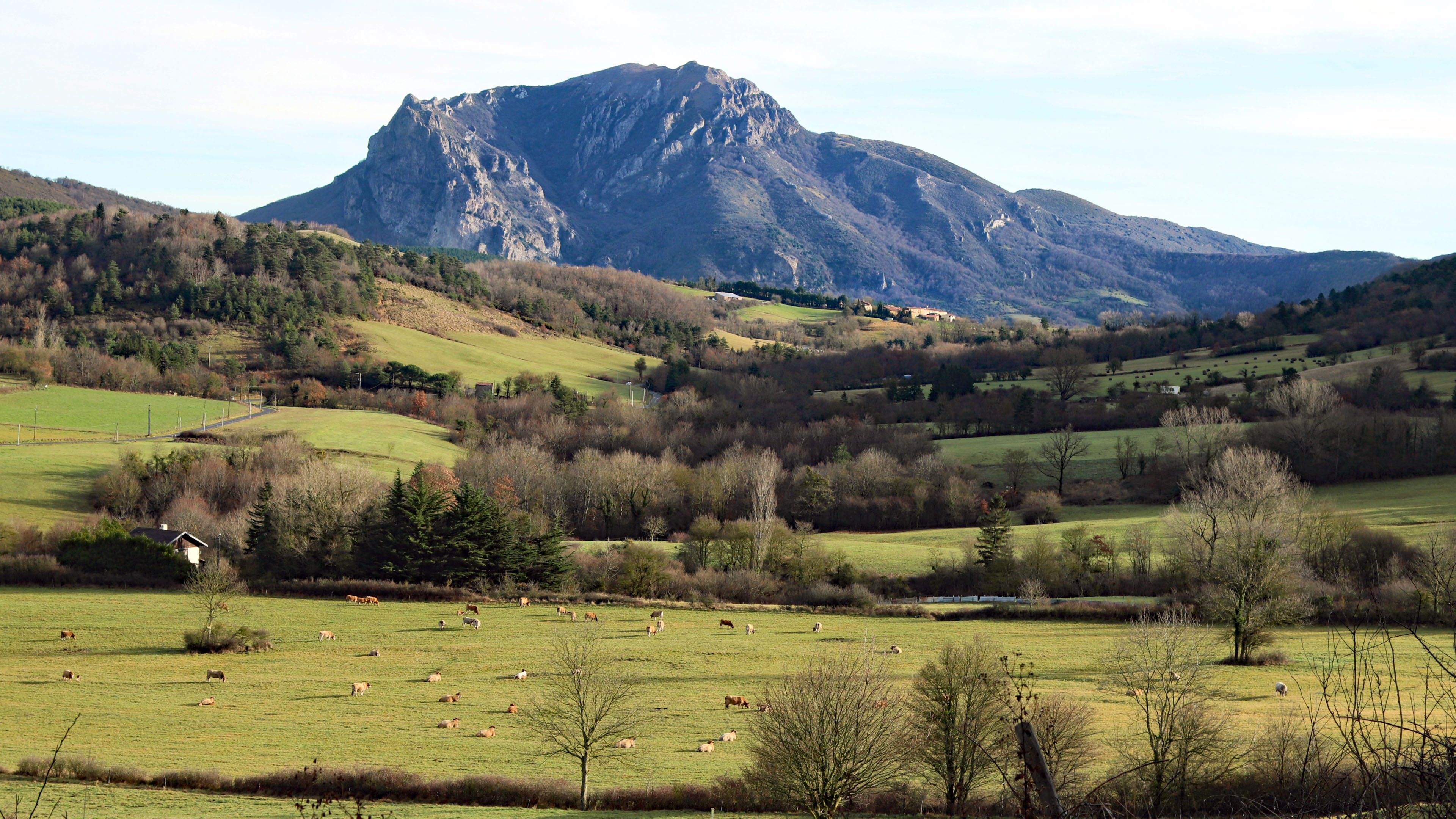
Le hameau de Parahou au pied du pech.
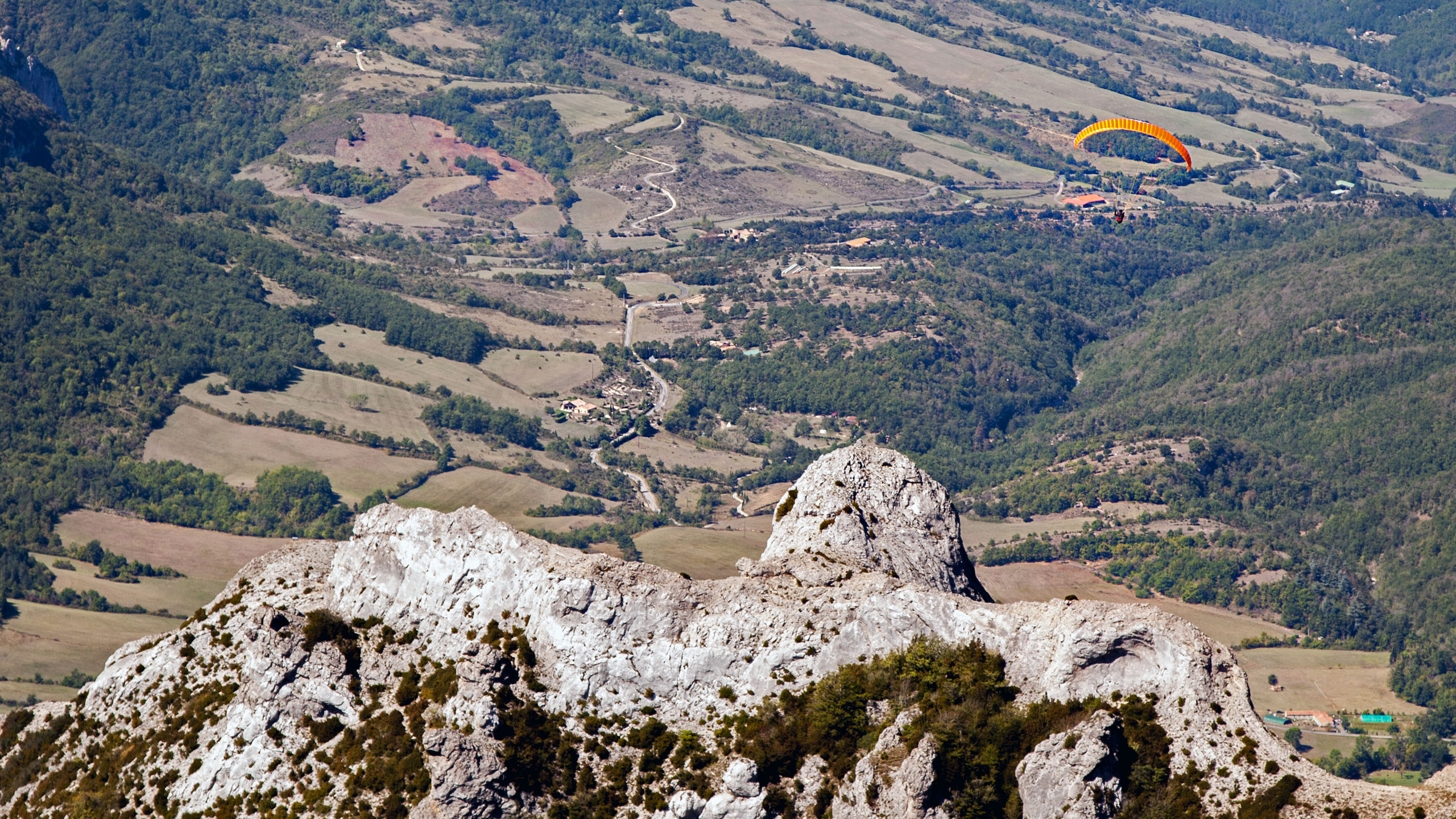
Parapente au-dessus du « fantôme ».
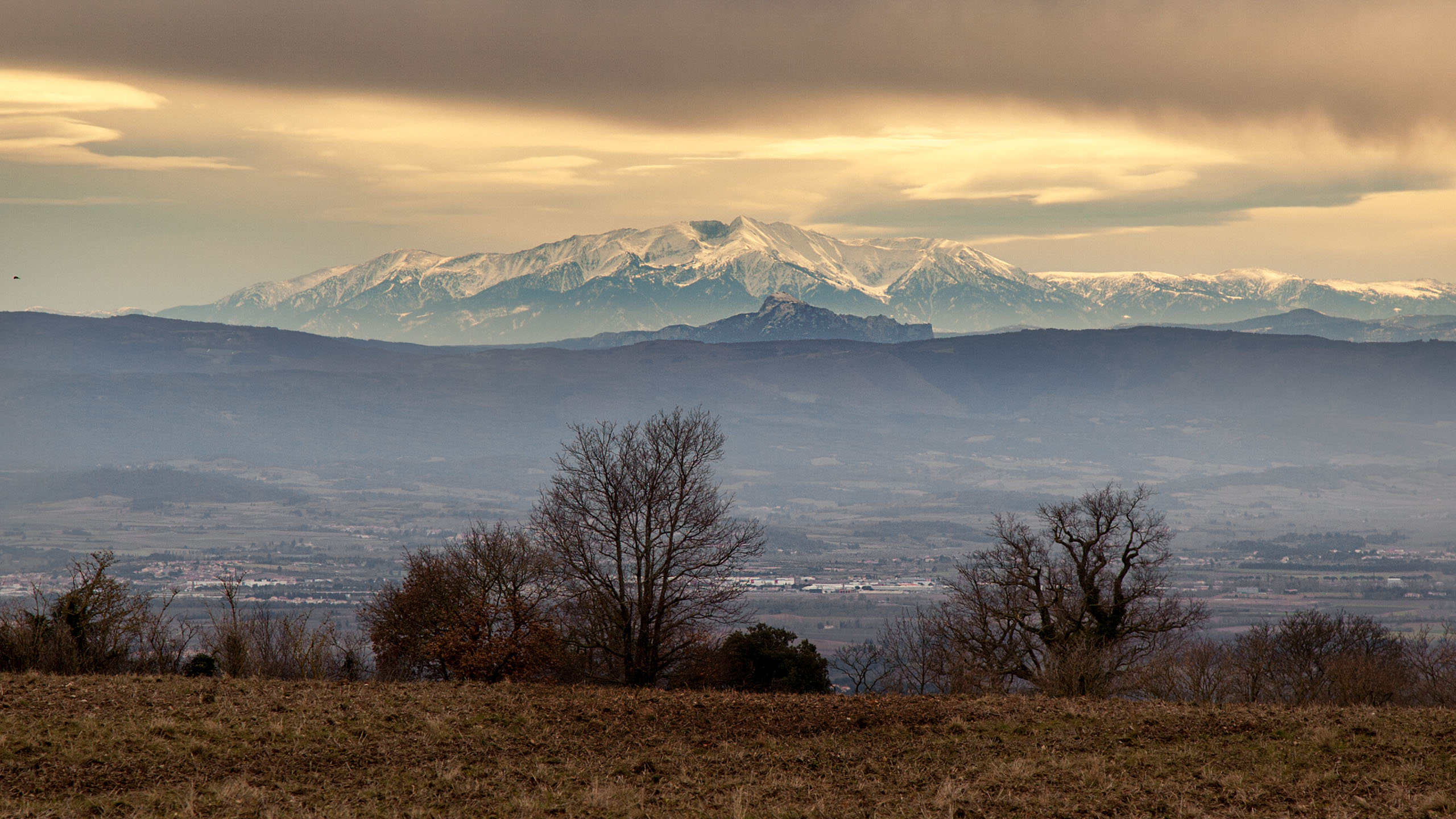
Vue du pech de Bugarach depuis Cuxac-Cabardès sur fond de Canigou.

## Occultisme

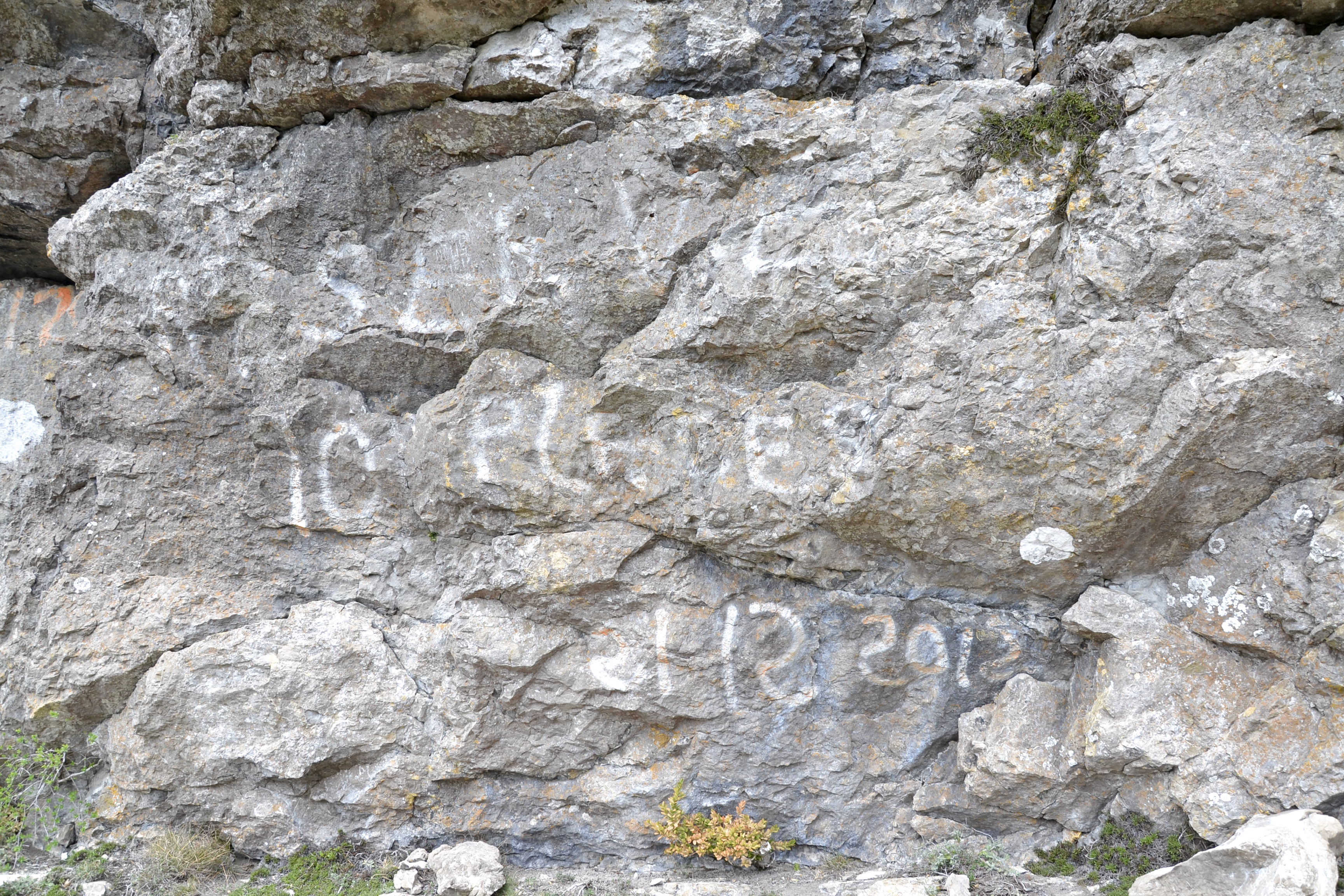
Traces d'anciens graffitis évoquant la fin du monde.

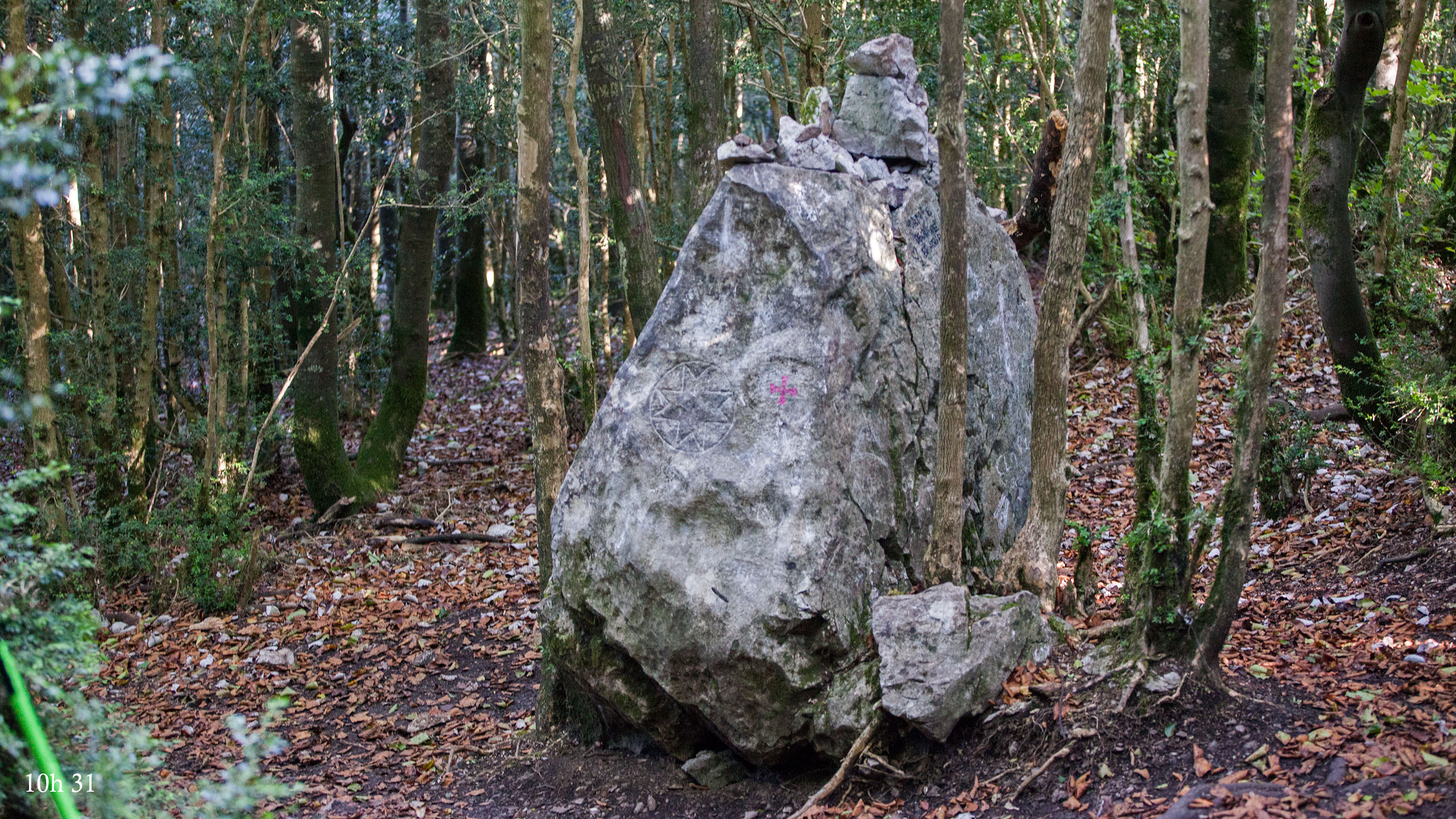
Rocher gravé sur le sentier du Pech.

Le mont Bugarach est dans le courant New Age, réputé avoir des  propriétés telluriques particulières, abriter un trésor caché et être associé à une activité OVNI : à la fin de l'année 2010, le maire de la commune de Bugarach se plaint de l'arrivée massive de visiteurs. Des internautes prétendent que seul ce village pourrait échapper à la destruction du monde en décembre 2012 telle qu'elle aurait été prédite selon certaines interprétations du calendrier maya. Le 13 octobre 2012, à Salses-le-Château, la FECRIS réunit divers acteurs de la lutte contre les sectes pour faire le point sur « le dossier de l'apocalypse de Bugarach », au moment même où un arrêté municipal interdit l'accès au pic pendant le mois de décembre. Sur place, le ministère de l'Intérieur avait prévu « un bouclage complet du site » mais la décision a finalement été « d'accompagner le rassemblement plutôt que de tenter de l'interdire », avec le peloton de gendarmerie de haute montagne d'Osséja (PGHM) et 45 pompiers du Groupe de reconnaissance et d'intervention en milieu périlleux (GRIMP), entre autres pour surveiller l'accès à deux réseaux de galeries naturelles à l'intérieur de la montagne, le Bufo Fret et le Font de Dotz, les deux plus grosses des 50 cavités de la montagne.

## Voies d'accès
Une variante du GR 36 passe par le sommet que plusieurs randonnées permettent d'atteindre : par exemple, au nord, depuis la D14 au col du Linas ; au sud-ouest, depuis la D45 menant vers Saint-Louis-et-Parahou par la Voie de la Fenêtre ; au sud-est, depuis la D20 près de Prugnanes, via le Sentier cathare et Campeau.

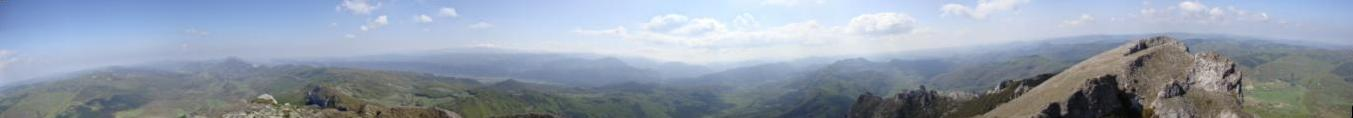
Vue à 360° depuis le sommet.

## Télévision
Dans les épisodes de Plus belle la vie du 21 au 26 décembre 2012, les adolescents Élise, Jonas et Paul se rendent à Bugarach, lieu censé protéger ces derniers de la fin du monde selon le calendrier maya. Le site est également au cœur de l'intrigue de la série Bugarach, prévue pour 2024.